# Николо-Свечино
Николо-Свечино — село в Некоузском районе Ярославской области России. 
В рамках организации местного самоуправления входит в Октябрьское сельское поселение, в рамках административно-территориального устройства относится к Родионовскому сельскому округу.

## География
Расположено в 13 км на восток от села Воскресенского, в 28 км на восток от центра поселения посёлка Октябрь и в 49 км на юго-запад от районного центра села Новый Некоуз.

## История
Церковь Знамения Пресвятой Богородицы в селе Никольское Свечино существовала с 1813 года с тремя престолами: Знамения Пресвятой Богородицы, Преображения Господня и Святителя и Чудотворца Николая. 
В конце XIX — начале XX века село являлось центром Кузяевской волости Мышкинского уезда Ярославской губернии.
С 1929 года село являлось центром Николо-Свечинского сельсовета Некоузского района, в 1944 — 1959 годах — в составе Масловского района, в 1980-х годах — в составе Родионовского сельсовета, с 2005 года — в составе Октябрьского сельского поселения.

## Население
| 1859 | 2002 | 2007 | 2010 |
| ---- | ---- | ---- | ---- |
| 90   | ↘2   | →2   | →2   |